# 안뜰신경
안뜰신경(vestibular nerve, 전정신경)은 속귀신경의 두 가지 중 하나이다(다른 하나는 달팽이 신경). 인간의 경우 전정 신경은 2개의 이석 기관(타원주머니와 둥근주머니)에 위치한 전정 유모 세포와 스카르파 전정 신경절을 통해 3개의 반고리관에 의해 전달되는 감각 정보를 전달한다. 이석 기관의 정보는 머리의 중력과 선형 가속도를 반영한다. 반고리관의 정보는 머리의 회전 움직임을 반영한다. 둘 다 움직이는 환경과 관련된 신체 위치 감각과 시선 안정성에 필요하다.
전정핵에 있는 전정신경 시냅스의 축삭돌기는 뇌교와 숨뇌에 있는 제4뇌실의 측면 바닥과 벽에서 발견된다.
속귀길(internal auditory meatus, 내이도) 외측 상부에 위치한 전정신경절의 양극성 세포에서 발생한다.

## 같이 보기
- 속귀신경
- 달팽이신경
- 두극신경세포
- 둥근주머니
- 안뜰 (해부학)
- 안뜰기관
- 안뜰신경절
- 속귀
- 막 미로